# Keep Coming Back
Keep Coming Back è una canzone R&B scritta e cantata da Richard Marx, pubblicata come singolo di lancio del suo terzo album, Rush Street.
Il testo della canzone tratta di un amore non corrisposto nei confronti di una donna. Nella canzone collaborano musicisti come Luther Vandross (che registrò anche i cori) e il chitarrista-tastierista Greg Phillinganes. Ciò permise a Marx di esplorare nuovi territori musicali diversi da quelli dei precedenti singoli; per la prima volta infatti il cantante si cimentò in sonorità Contemporary R&B, affermando che voleva «scrivere una canzone R&B vecchio stile».
Il brano divenne il decimo singolo di Marx ad entrare nella top 40 negli Stati Uniti, raggiungendo la dodicesima posizione della Billboard Hot 100 nel tardo 1991. Passò inoltre quattro settimane al primo posto della Hot Adult Contemporary Tracks. Nel Regno Unito, il singolo si piazzò alla posizione numero 55 nell'ottobre del 1991. In Italia raggiunse invece la diciottesima posizione in classifica.
In aggiunta, la canzone portò Richard Marx nelle classifiche soul americane per nove settimane, raggiungendo il suo picco alla posizione numero 71. Il brano si caratterizza per la voce di spicco di Luther Vandross.

## Altre versioni
- Marx registrò anche una versione in lingua spagnola della canzone, intitolata Volver A Ti (Keep Coming Back in spagnolo) nell'album Lo Mejor- Especialmente Para Chile (Capitol 1992).[5]
- Keep Coming Back compare inoltre nel DVD live A Night Out With Friends del 2012, in cui Marx esegue il brano in duetto con Sara Niemietz.[6]

## Classifiche

### Classifiche settimanali
| Classifica (1991)                | Posizione massima |
| -------------------------------- | ----------------- |
| Australia                        | 34                |
| Germania                         | 52                |
| Irlanda                          | 40                |
| Italia                           | 18                |
| Nuova Zelanda                    | 32                |
| Paesi Bassi                      | 40                |
| Regno Unito                      | 55                |
| Stati Uniti                      | 12                |
| Stati Uniti (adult contemporary) | 1                 |
| Stati Uniti (R&B/hip-hop)        | 71                |
| Svezia                           | 37                |
| (Svizzera                        | 22                |

### Classifiche di fine anno
| Classifica (1992) | Posizione |
| ----------------- | --------- |
| Stati Uniti       | 92        |